# 陈光毅
陈光毅（1933年8月—）福建莆田人。中共第十二、十三、十四、十五屆中央委員，第九屆、十屆全國人民代表大會常務委員會委員。

## 生平
1950-1953年毕业于东北工学院机电系。1959年加入中国共产党。历任1983年任中共甘肃省委副书记，甘肃省省长。1986年起任中共福建省委书记、省军区党委第一书记。1988年兼任福建省第六届政协主席。1990年10月当选为第五届中共福建省委书记。1993年1月至1994年任福建省第八届人大常委会主任。1993年12月至1998年6月任中国民航总局局长。1994年5月任南京航空航天大学民航学院名誉董事长。
1998年3月，第九届全国人大第一次会议上，他当选为全国人民代表大会常务委员会委员。2003年3月当选第十届全国人民代表大会华侨委员会主任委员。